# Яровка (притока Чепци)
Я́ровка (рос. Яровка) — річка в Росії, протікає територією Кіровської області (Омутнінський район, Фальонський район), права притока Чепци.
Річка починається на території Омутнинського району, де протікає 1 км. Потім річка входить на територію Фальонського району, де протікає в південно-західному напрямку. Впадає до Чепци неподалік села Ярові. Приймає декілька дрібних приток. Береги річки на значному протязі заліснені.
Над річкою не розташовано населених пунктів, в нижній течії збудовано автомобільний міст.